# Tuzemsko
Tuzemsko je relativní označení pro vlastní stát či zemi. Obdobný význam má i slovo vlast. Komplementárním opakem jsou slova zahraničí nebo cizina. Zatímco termín vlast se používá spíše ve smyslu kulturně-národním, tuzemsko je spíše označením ekonomickým a právním, oběma těmito výrazy může být nahrazen konkrétní název státu. 
Pojem tuzemsko definuje jako právní termín například český devizový zákon, a to jako území České republiky. V návaznosti na to definuje i pojem tuzemec, jímž označuje fyzickou osobu s trvalým pobytem v tuzemsku nebo právnickou osobu se sídlem v tuzemsku. Komplementárním opakem tuzemce je dle tohoto zákona cizozemec. Přídavné jméno „tuzemský“ nebo podstatné jméno „tuzemsko“ se vyskytuje či vyskytovalo v různých souvislostech i v řadě dalších českých, československých či slovenských právních předpisů, například daňových, celních, cenových a rozpočtových zákonech, zákonech o pojištění, požadavcích na kvalitu zboží, zákonech regulujících dopravu (civilní letectví, silniční doprava), zákonech o veterinárních opatřeních aj. 
Slovo se používá v různých ustálených užitích, podobách a kontextech, například pro tuzemský obchod, tuzemský trh, tuzemská měna, tuzemský rum (Tuzemák), tuzemské potraviny, tuzemské zboží, tuzemská úroda, tuzemský cestovní ruch, tuzemská dovolená, tuzemský příkaz k úhradě, tuzemský platební styk, tuzemské podmínky, tuzemská květena, tuzemská věda, tuzemská účast, tuzemský výrobce, tuzemské pobočky, tuzemské pracovní cesty, tuzemské vozidlo aj., byl jím inspirován i název obchodní sítě Tuzex. Paradoxně lze mluvit i například o tuzemském zahraničním obchodu, čímž se rozumí „náš“ vzájemný obchodní styk se zahraničím. 
Výhodou těchto relativních označení oproti konkrétnímu názvu státu je jejich univerzálnost. Pokud například některý stát recipuje svoji legislativu po jiném státu, který je jeho předchůdcem, nebo přebírá právní úpravu z jiného státu, mohou formulace zůstat shodné, a přitom se vždy vztahují k tomu státu, pro který daný zákon platí. Zároveň je tím možné označit i více států současně univerzální relativní formulací: například: „obchodník ve kterémkoliv státě je povinen přijímat tuzemskou měnu“. 
V roce 2010 se Nejvyšší soud České republiky jako dovolací soud ztotožnil s názorem Krajského obchodního soudu v Brně a Vrchního soudu v Olomouci, že formulací „v tuzemsku i v zahraničí“ nebyla oblast vymezena určitě, neboť tak zahrnovala oblast celého světa, což v daném případě mělo za následek absolutní neplatnost smlouvy, v níž podle § 745 tehdejšího obchodního zákoníku musela být určena „určitá oblast“, na níž se exkluzivita prodeje vztahuje, protože podle soudů úmyslem zákonodárce nepochybně bylo, aby oblast, na niž se exkluzivita prodeje vztahuje, byla určena konkrétním územím a nikoliv jako oblast celého světa.
Internetová jazyková příručka ÚJČ AVČR uvádí u slova „tuzemsko“ dokonce i množné číslo, neuvádí však žádný příklad ani doklad jeho použití. Ve starší slovenštině je slovo tuzemský doloženo i ve významu „pozemský, vezdejší, světský“. V angličtině i němčině je nejbližším ekvivalentem tuzemska slovo „Inland“, v doslovném významu spíše vnitrozemí, zatímco doslovný ekvivalent „Hereland“ je v angličtině používán spíše jako okazionalismus („Hereland and Thereland are two small countries“, nebo jako označení fiktivního místa v divadelní hře o dětech z Brooklynu). 